# رايتشل كيلر
رايتشل كيلر (بالإنجليزية: Rachel Keller)‏ هي ممثلة أمريكية من مواليد 25 ديسمبر 1991. شاركت في الموسم الثاني من مسلسل فارغو وحالياً لها دور رئيسي في مسلسل ليجون.

## روابط خارجية
- رايتشل كيلر على موقع IMDb (الإنجليزية)
- رايتشل كيلر على موقع ألو سيني (الفرنسية)
- رايتشل كيلر على موقع قاعدة بيانات الفيلم (الإنجليزية)